# Одаленго Пиколо
Одаленго Пиколо (итал. Odalengo Piccolo) је насеље у Италији у округу Алесандрија, региону Пијемонт.
Према процени из 2011. у насељу је живело 274 становника. Насеље се налази на надморској висини од 285 м.

## Становништво
| 1931. | 1936. | 1951. | 1961. | 1971. | 1981. | 1991. | 2001. | 2011. |
| ----- | ----- | ----- | ----- | ----- | ----- | ----- | ----- | ----- |
| 706   | 660   | 582   | 460   | 342   | 280   | 280   | 274   | 270   |